# Toivo Salonen
Pour les articles homonymes, voir Salonen.
Toivo Kostia «Topi» Salonen , né le 21 mai 1933 à Pälkäne en Pirkanmaa en Finlande et mort le 28 octobre 2019 à Muhos, est un patineur de vitesse finlandais.

## Biographie
Meilleur patineur de vitesse finlandais des années 50, il remporte la médaille de bronze au 1 500 m aux Jeux olympiques de 1956, trois dixièmes devant son compatriote Juhani Järvinen et reste le dernier Finlandais (chez les hommes) médaillé olympique dans cette discipline au vingtième siècle. Il compte trois autres participations aux Jeux d'hiver en 1952, 1960 et 1964. Auparavant, il s'est fait remarquer par des victoires dans des distances aux Championnats du monde, remportant le 500 mètres en 1953 et 1955. Seules des performances peu élevées aux longues distances l'empêchent de monter sur le podium au général.
En 1959, il gagne la médaille de bronze aux Championnats d'Europe toutes épreuves derrière Knut Johannesen et Juhani Järvinen (Salonen y gagne le 500 mètres), puis la médaille d'argent aux Championnats du monde toutes épreuves derrière Järvinen de nouveau (avec une première place sur le 1500 mètres).
Il est également six fois champion de Finlande toutes épreuves entre 1954 et 1961.

## Palmarès

### Jeux olympiques d'hiver
- JO 1952 à Oslo, Norvège :
  - 8e du 500 mètres
  - 25e du 1 500 mètres

- JO 1956 à Cortina d'Ampezzo, Italie :
  - 5e du 500 mètres
  -  Médaille de bronze du 1 500 mètres
  - 24e du 10 000 mètres

- JO 1960 à Squaw Valley, États-Unis :
  - 7e du 500 mètres
  - 7e du 1 500 mètres

- JO 1964 à Innsbruck, Autriche :
  - 23e du 500 mètres
  - 21e du 5 000 mètres

### Championnats du monde
- Oslo 1959
  -  Médaille d'argent toutes épreuves.

### Championnats d'Europe
- Göteborg 1959
  -  Médaille de bronze toutes épreuves.

## Records personnels
| Épreuve  | Temps        | Date |
| -------- | ------------ | ---- |
| 500 m    | 40 s 9       | 1960 |
| 1 500 m  | 2 min 9 s 4  | 1956 |
| 5 000 m  | 8 min 10 s 2 | 1964 |
| 10 000 m | 17 min 4 s 2 | 1963 |